# Bill Cassidy
Bill Cassidy (Highland Park, 28 de setembro de 1957) é um político estadunidense, exerce o cargo de Senador pelo Estado da Luisiana, juntamente com John Neely Kennedy. Entre 2009 e 2015, fez parte da Câmara dos Representantes.